# Московский (поселение)
Поселе́ние Моско́вский — бывшее поселение (муниципальное образование и административная единица) в составе Новомосковского административного округа Москвы. Упразднено 8 мая 2024 года в процессе административно-территориальной реформы ТиНАО. Правопреемником поселения Московский являются органы местного самоуправления и управа Филимонковского района.
Образовано в 2005 году как городское поселение Московский в составе Ленинского муниципального района Московской области, включило город Московский и ещё 8 населённых пунктов позже упразднённого Московского сельского округа. 1 июля 2012 года передано в состав Москвы.
Административный центр находится в городе Московском.
Глава администрации Андрецова Дания Абдулбяровна, глава поселения и председатель Совета депутатов Чирин Владимир Юрьевич.
По принятому в 2024 году закону города поселение преобразуется, части его территории отходят муниципальным округам Внуково, Коммунарка, Ново-Переделкино, Солнцево и Филимонковский .

## Географические данные
Общая площадь — 40,39 км². Муниципальное образование находится в северо-западной части Новомосковского административного округа и граничит:
- с районами Ново-Переделкино и Солнцево (на севере)
- с районом Тропарёво-Никулино (на северо-востоке)
- с поселением «Мосрентген» (востоке)
- с поселением Сосенское (на юго-востоке)
- с поселением Филимонковское (на юго-западе)
- с районом Внуково (на западе)
- с поселением Внуковское (на северо-западе)

По территории поселения проходит крупная автодорога «Украина» (Киевское шоссе).

## Население
| 2010     | 2012     | 2013     | 2014    | 2015    | 2016    | 2017    | 2018    | 2019    | 2020    |
| -------- | -------- | -------- | ------- | ------- | ------- | ------- | ------- | ------- | ------- |
| 20 901   | ↗21 818  | ↗23 979  | ↗27 814 | ↗36 899 | ↗43 759 | ↗53 891 | ↗57 224 | ↗61 224 | ↗63 010 |
| 2021     | 2023     | 2024     |         |         |         |         |         |         |         |
| ↗101 050 | ↗111 718 | ↗114 244 |         |         |         |         |         |         |         |

### Национальный состав
По итогам переписи населения 2020 года проживали следующие национальности (национальности менее 0,1 % и другое, см. в сноске к строке «Другие»):
| Национальность | Численность, чел. | Доля     |
| -------------- | ----------------- | -------- |
| Русские        | 60 017            | 59,39 %  |
| Армяне         | 1397              | 1,38 %   |
| Татары         | 767               | 0,76 %   |
| Украинцы       | 659               | 0,65 %   |
| Азербайджанцы  | 373               | 0,37 %   |
| Таджики        | 338               | 0,33 %   |
| Узбеки         | 320               | 0,32 %   |
| Чеченцы        | 317               | 0,31 %   |
| Грузины        | 293               | 0,29 %   |
| Чуваши         | 243               | 0,24 %   |
| Белорусы       | 205               | 0,20 %   |
| Молдаване      | 178               | 0,18 %   |
| Калмыки        | 171               | 0,17 %   |
| Лезгины        | 170               | 0,17 %   |
| Аварцы         | 148               | 0,15 %   |
| Корейцы        | 127               | 0,13 %   |
| Казахи         | 118               | 0,12 %   |
| Киргизы        | 115               | 0,11 %   |
| Башкиры        | 110               | 0,11 %   |
| Другие         | 34 984            | 34,62 %  |
| Итого          | 101 050           | 100,00 % |

## Населённые пункты
В состав поселения входят 9 населённых пунктов:
| № | Населённый пункт       | Тип населённого пункта        | Население |
| - | ---------------------- | ----------------------------- | --------- |
| 1 | Говорово               | деревня                       | ↗192      |
| 2 | института полиомиелита | посёлок                       | ↗1241     |
| 3 | Картмазово             | деревня                       | ↗308      |
| 4 | Лапшинка               | деревня                       | ↗224      |
| 5 | Мешково                | деревня                       | ↗504      |
| 6 | Московский             | город, административный центр | ↗59 218   |
| 7 | Румянцево              | деревня                       | ↗673      |
| 8 | Саларьево              | деревня                       | ↗369      |
| 9 | Ульяновского лесопарка | посёлок                       | ↗24       |

В приложении № 1 к постановлению Правительства Москвы № 353-ПП от 25.07.2012 «Об утверждении перечней населённых пунктов и улиц Троицкого и Новомосковского административных округов города Москвы, используемых для адресации зданий и сооружений», также указывается хутор Говорово, который, однако, отсутствует в ОКАТО и законах Московской области.

## История
Московский сельсовет (1983—1994)
Московский сельсовет был образован решением Московского областного исполнительного комитета от 6 декабря 1983 года № 1557. В его состав вошли селения Говорово, Дудкино, Румянцево и Саларьево упразднённого Терешковского сельсовета, а также переданные из Филимонковского сельсовета населённые пункты Картмазово, Лапшинка, Мешково, посёлок Московский, Передельцы, Валуево, территории Валуевского лесопарка, хладокомбината и посёлка института полиомиелита. Административным центром сельсовета стал посёлок Московский.
Решением Мособлисполкома от 5 марта 1987 года № 301 из учётных данных Ленинского района была исключена деревня Передельцы.
Постановлением от 3 февраля 1994 года № 7/6 Московская областная дума утвердила положение о местном самоуправлении в Московской области, согласно которому сельсоветы как административно-территориальные единицы были преобразованы в сельские округа.
Московский сельский округ (1994—2005)
Постановлением главы администрации Московской области от 23 ноября 1994 года № 267 на территории Московского сельского округа был упразднён посёлок подсобного хозяйства Мосхладокомбината.
Постановлением Губернатора Московской области от 1 ноября 2004 года № 247-ПГ посёлок Московский был преобразован в город районного подчинения. При этом он остался административным центром Московского сельского округа.
Городское поселение Московский (2005—2012)
В рамках реформы местного самоуправления и в соответствии с Законом Московской области от 28 февраля 2005 года № 79/2005-ОЗ на территории Ленинского района было образовано городское поселение Московский, в состав которого вошли город Московский и 8 населённых пунктов упразднённого Московского сельского округа.
С 1 июля 2012 года городское поселение Московский вошло в состав Новомосковского административного округа Новой Москвы, при этом из его названия было исключено слово «городское».

## Транспорт
Основной магистралью является Киевское шоссе, по территории поселения также частично проходит трасса Солнцево — Бутово — Варшавское шоссе (дублёр МКАДа в НАО). Развита сеть маршрутов наземного общественного городского транспорта. В 2016 году были анонсированы планы по созданию сети маршрутов скоростного трамвая, однако в 2021 году эти планы в мэрии опровергли, заявив приоритетом развитие метро. На территории поселения расположены станции метро:  Румянцево,  Саларьево, частично  Говорово, а также  Филатов Луг на границе с поселением Сосенское, но при этом являющейся ближайшей станцией к городу Московский, административному центру поселения.

## Экономика
На территории поселения осуществляют деятельность более 100 хозяйствующих предприятий и организаций с различной формой собственности. Наиболее крупными из них являются:
- Агрохолдинг «Московский»,
- Ульяновский совхоз декоративного садоводства,
- Институт полиомиелита и вирусных энцефалитов им. М. П. Чумакова,
- ОАО «Единая Европа холдинг» (посёлок Ульяновского лесопарка)[27].

На территории поселения открыты сетевые магазины: «Metro», «OBI», Гипермаркет «НАШ», «Дикси», «Пятёрочка», бизнес-парк «Румянцево», автотехцентры: «Volvo», «Volkswagen», «Hyundai», «Toyota» и «Mitsubishi».

## Органы власти

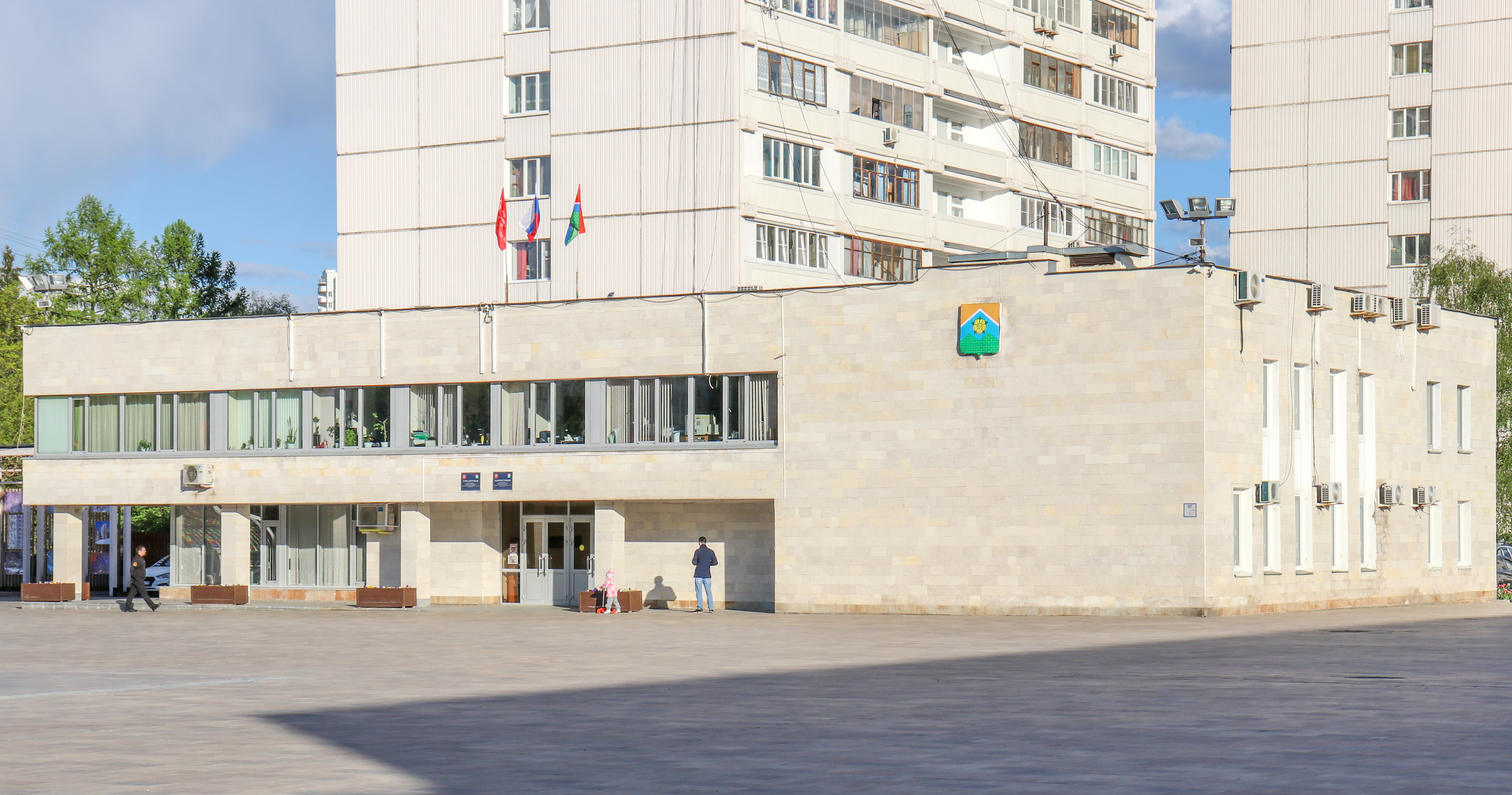
Здание администрации поселения Московский

Органами власти поселения являются:
- Глава поселения Московский — высшее должностное лицо муниципального образования (избирается гражданами на основании всеобщего равного и прямого избирательного права при тайном голосовании сроком на 4 года[29];
- Администрация поселения — исполнительно-распорядительный орган местного самоуправления[30];
- Совет депутатов — выборный представительный орган местного самоуправления (15 депутатов, избираемых сроком на 4 года[31]).

Главой администрации поселения является Андрецова Дания Абдулбяровна; председателем Совета депутатов и главой поселения — Чирин Владимир Юрьевич.

## Достопримечательности
- Храм Святителя Тихона (г. Московский)
- Церковь Иоанна Предтечи (г. Московский)
- Храм св. Андрея Боголюбского (г. Московский)
- Храм-часовня иконы Божьей Матери «Неувядаемый цвет» (п. Ульяновского лесопарка)
- Храм Рождества Пресвятой Богородицы (д. Говорово)
- Церковь Иконы Божией Матери Тихвинская (д. Саларьево)

## Парки и общественные пространства
В пределах поселения частично находятся Ульяновский и Валуевский лесопарки.

### Парк «Говоровский лес»
Благоустроен по программе «Мой Район» в 2021 году вблизи деревни Говорово. Площадь парка — 44 га. Организовано два этапа работ. Первый завершился в 2021 году, а второй планируется закончить в 2022. На 2021 год в парке расположено 2 детские эко-площадки, 3 спортивные площадки, 3 зоны отдыха, 3 игровые площадки (городки, петанк), велодорожка — 0,6 км, беговая дорожка 2,3 км, 2 площадки для собак.

### Парк «Филатов луг»
Парк открыт в 2020 году. В парке обустроили двухкилометровую экологическую тропу с 15 площадками для отдыха. Также здесь установлены перголы с садовыми качелями и встроенными лавочками, опоры освещения. В парке оборудованы спортивные тренажеры и большой игровой комплекс с горкой-туннелем. Общая площадь детских площадок составила 2,2 тыс. м². Общая площадь пяти спортивных зон составила более 800 м². На 300 м². появился комплекс из двух площадок для кардиотренировок. На другой площадке установили тренажеры для силовых тренировок. Также в парке появилась площадка для игры в пляжный волейбол площадью около 200 м². Рядом установили зрительские трибуны. Пятая площадка — поле из искусственной травы для мини-футбола.

### Зона отдыха «Оригами»
Одна из самых крупных площадок Новой Москвы площадью около 3 тысяч кв. м. Площадка получила название «Оригами», так как её детали напоминают японские фигурки из бумаги. Ключевыми элементами пространства стали холмы, а также ручей с дамбами, порогами и приспособлениями для экспериментов с водой. В оформлении использовали только природные материалы: камень, дерево, песок, гальку и щепу. Площадка разделена на несколько зон. Помимо водной площадки есть песочница, качели и пространство для активных игр с тарзанкой и горкой. Дизайном занималось ландшафтное бюро AFA совместно с компанией ПИК. Площадка расположена около жилого комплекса «Саларьево парк».

### Зона отдыха у Заводского пруда
Пространство расположено на ул. Татьянин Парк, рядом с домами 13 к 2, 15 к 2, 17 к 2. Территория Заводского пруда оборудована деревянными настилами. В парковой зоне установлены декоративные светильники. В 2020 году на территории пруда были установлены новые урны для мусора.

### Экотропа в Валуевском лесопарке
Экотропа в Валуевском лесопарке Московского поселения появилась в 2019 году. Здесь также была установлена входная группа — резные колонны из дерева, основания которых украшают фигуры медведя и филина. В ходе благоустройства установлены скамейки на стоянках, указатели, малые архитектурные формы и информационные стенды.

## Галерея

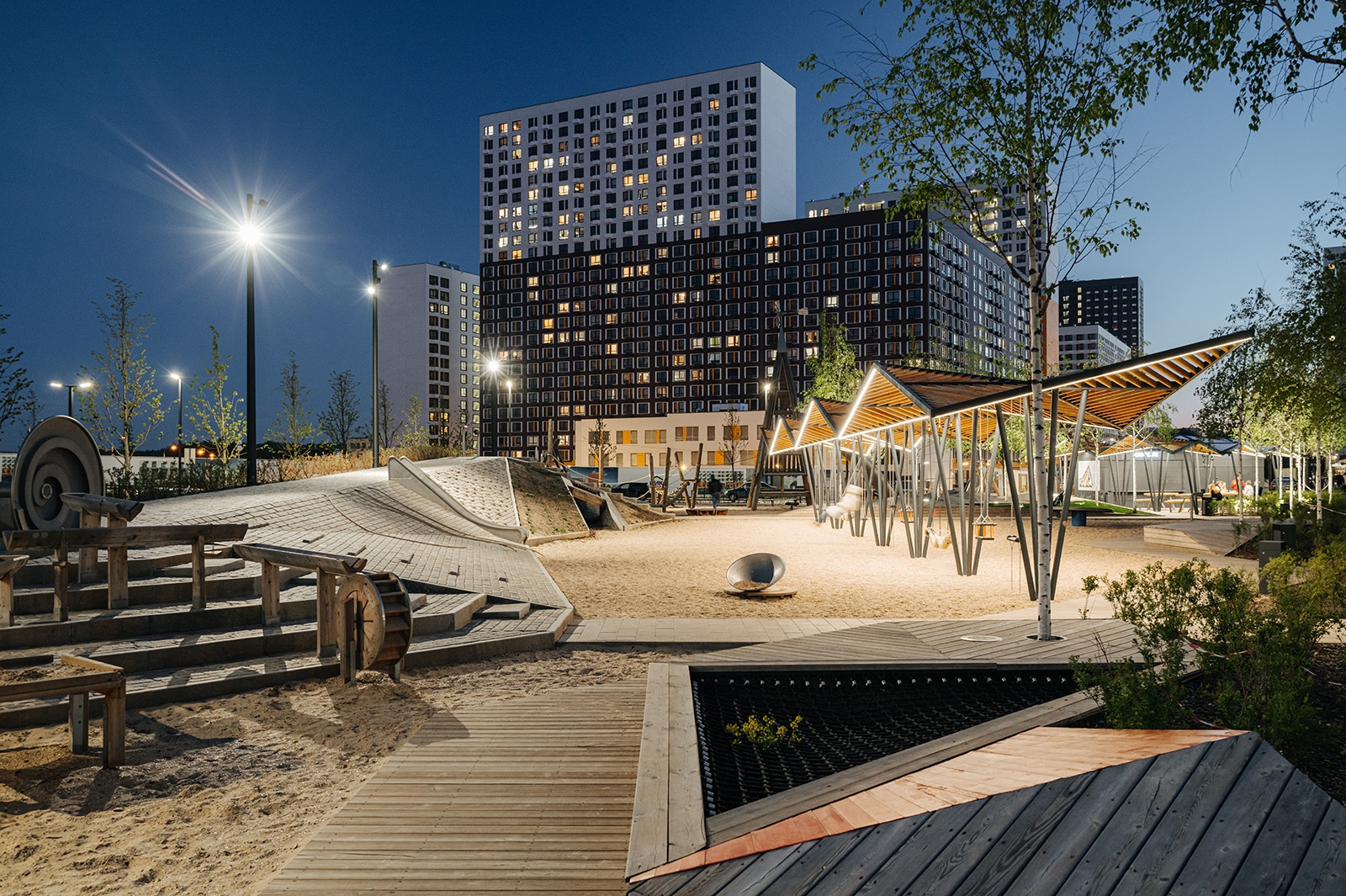
Жилой комплекс «Саларьево парк»
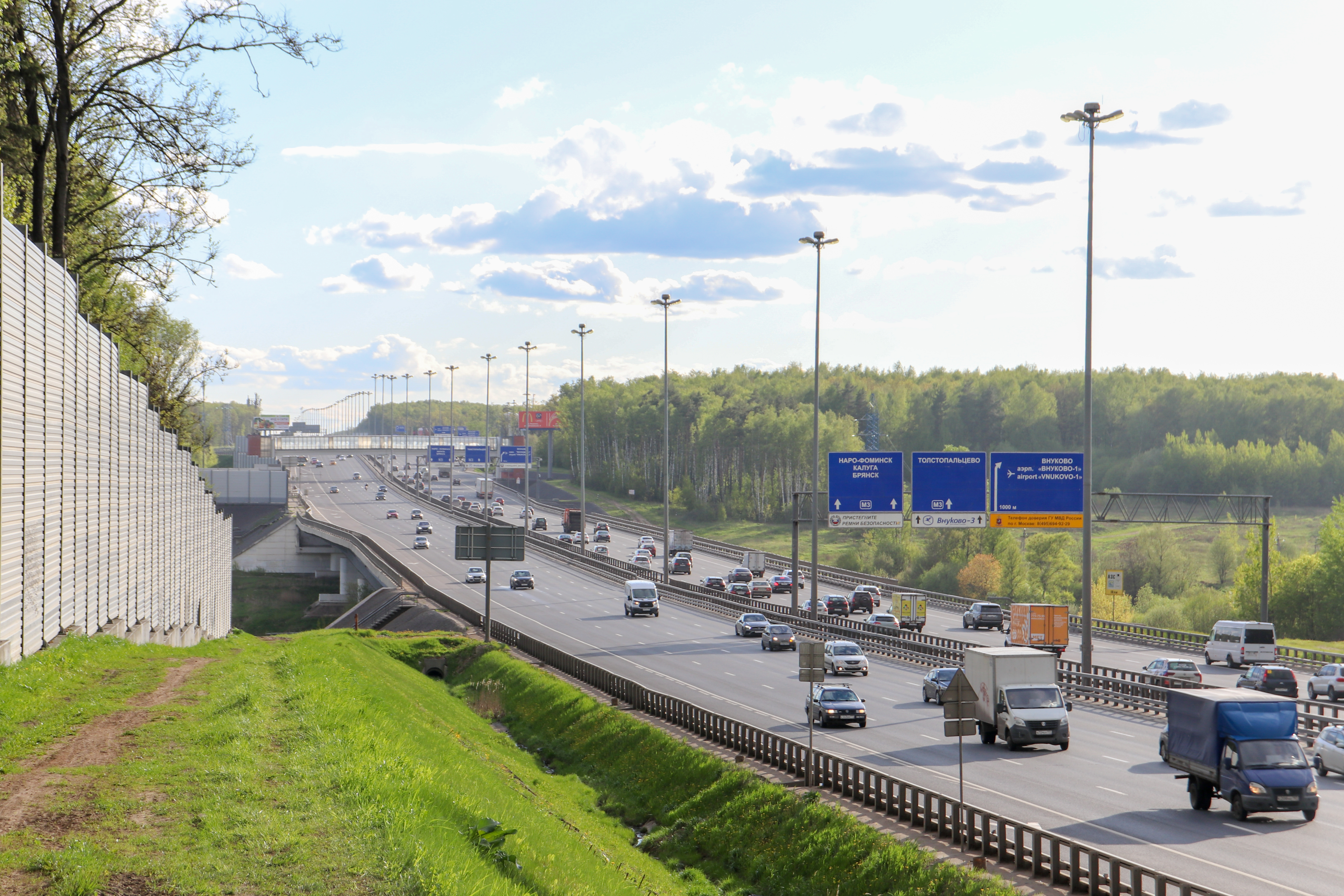
Киевское шоссе
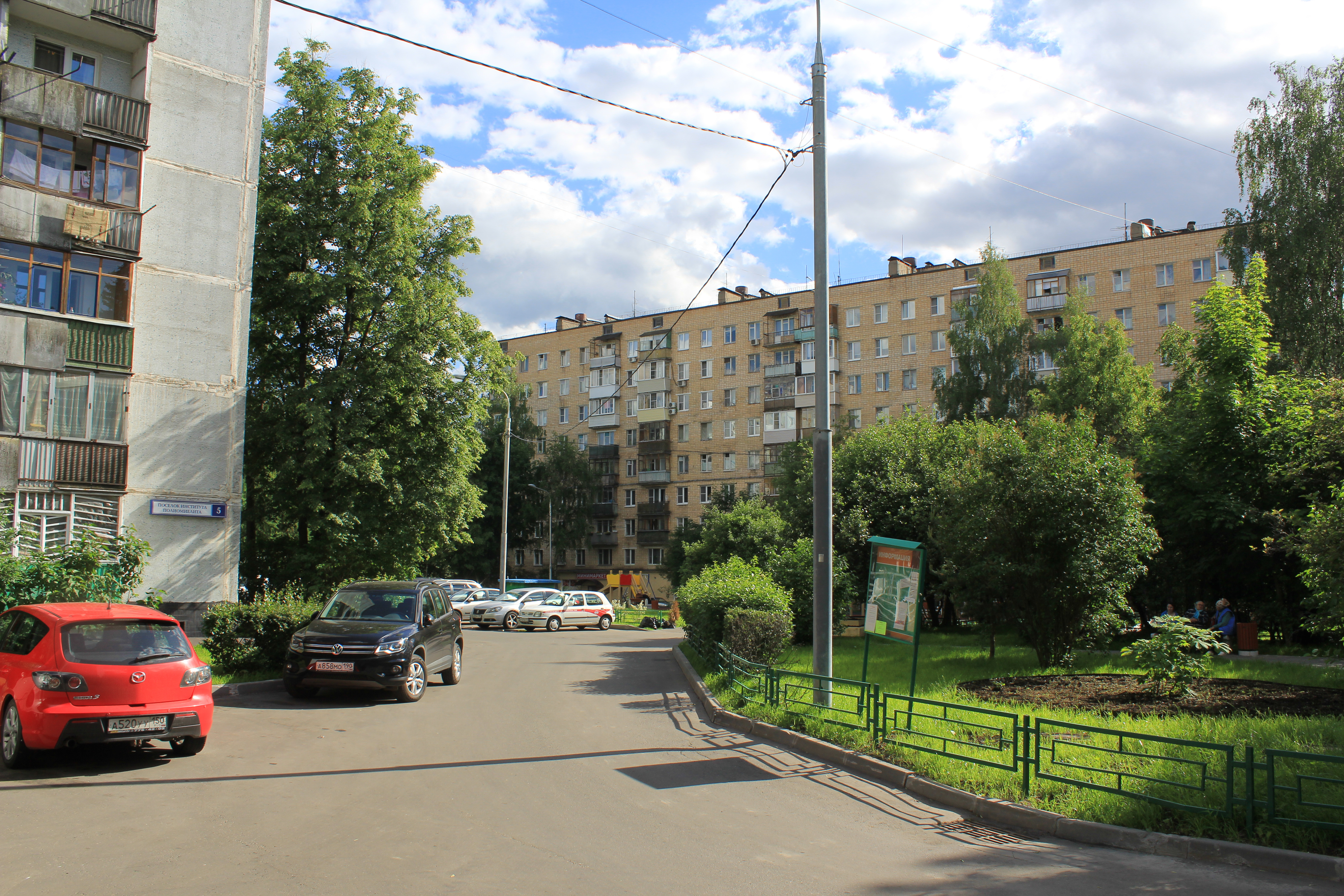
Посёлок института полиомиелита
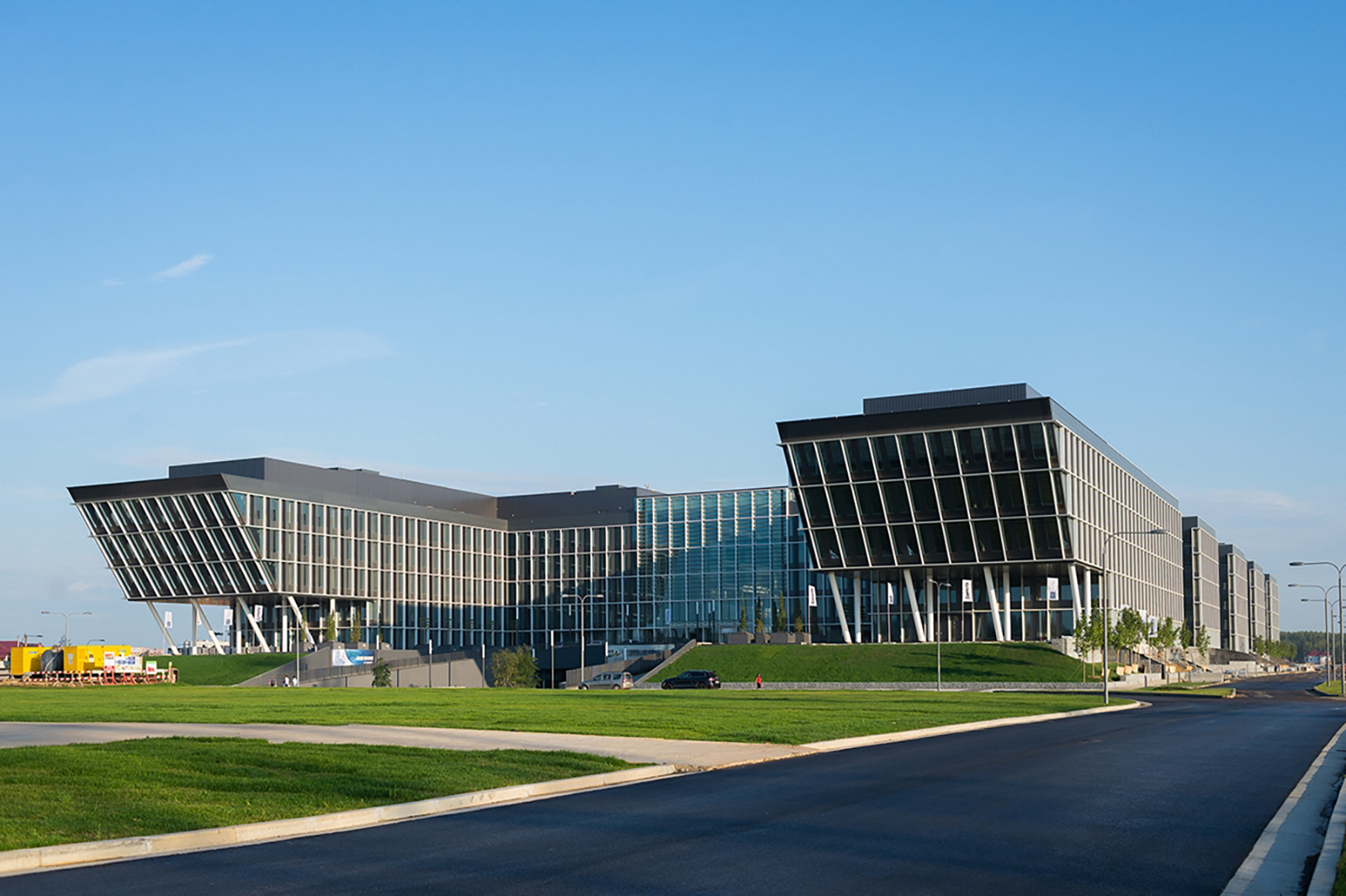
Бизнес-центр «Комсити» в Румянцеве
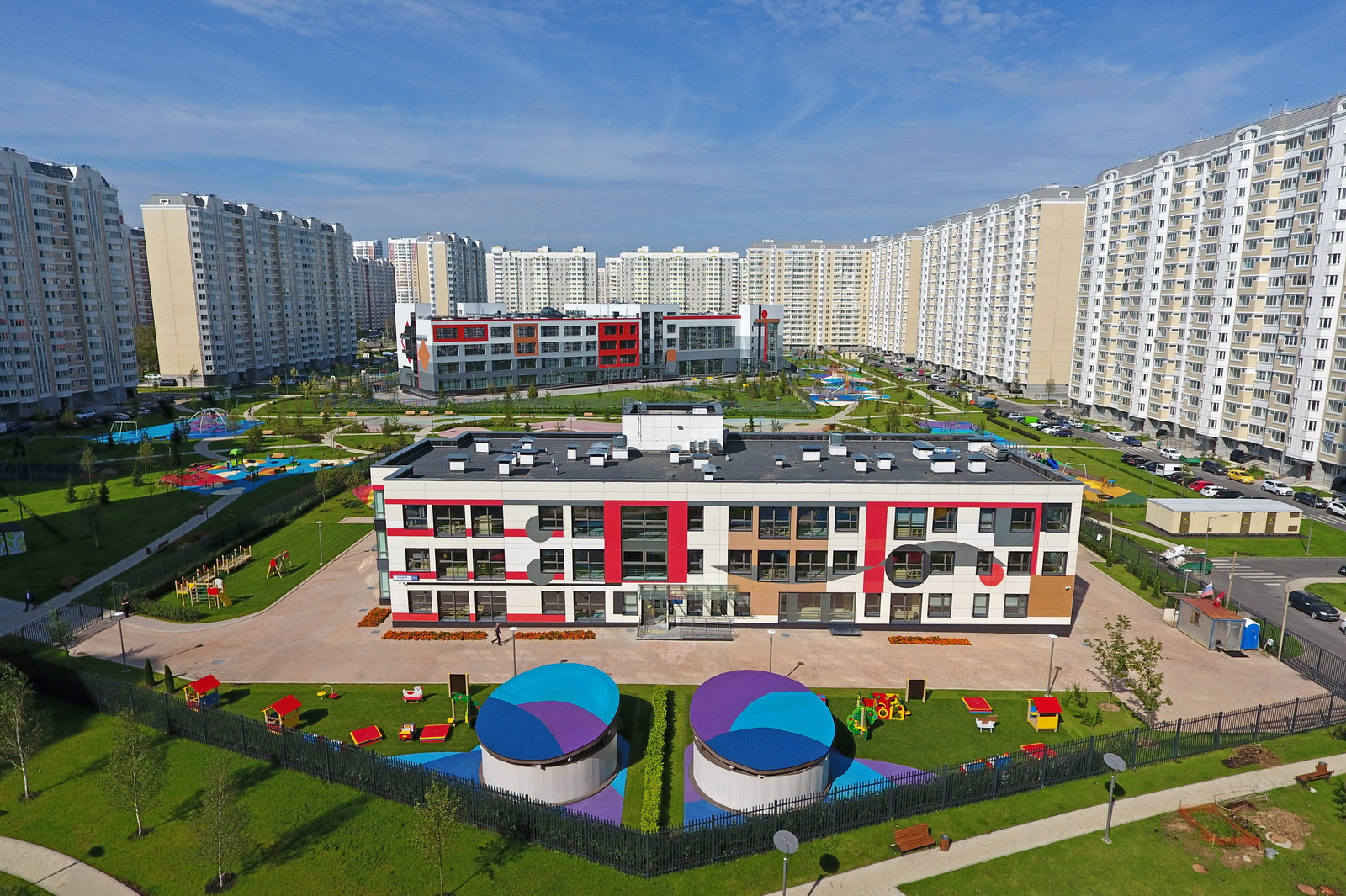
Детский сад на улице Бианки
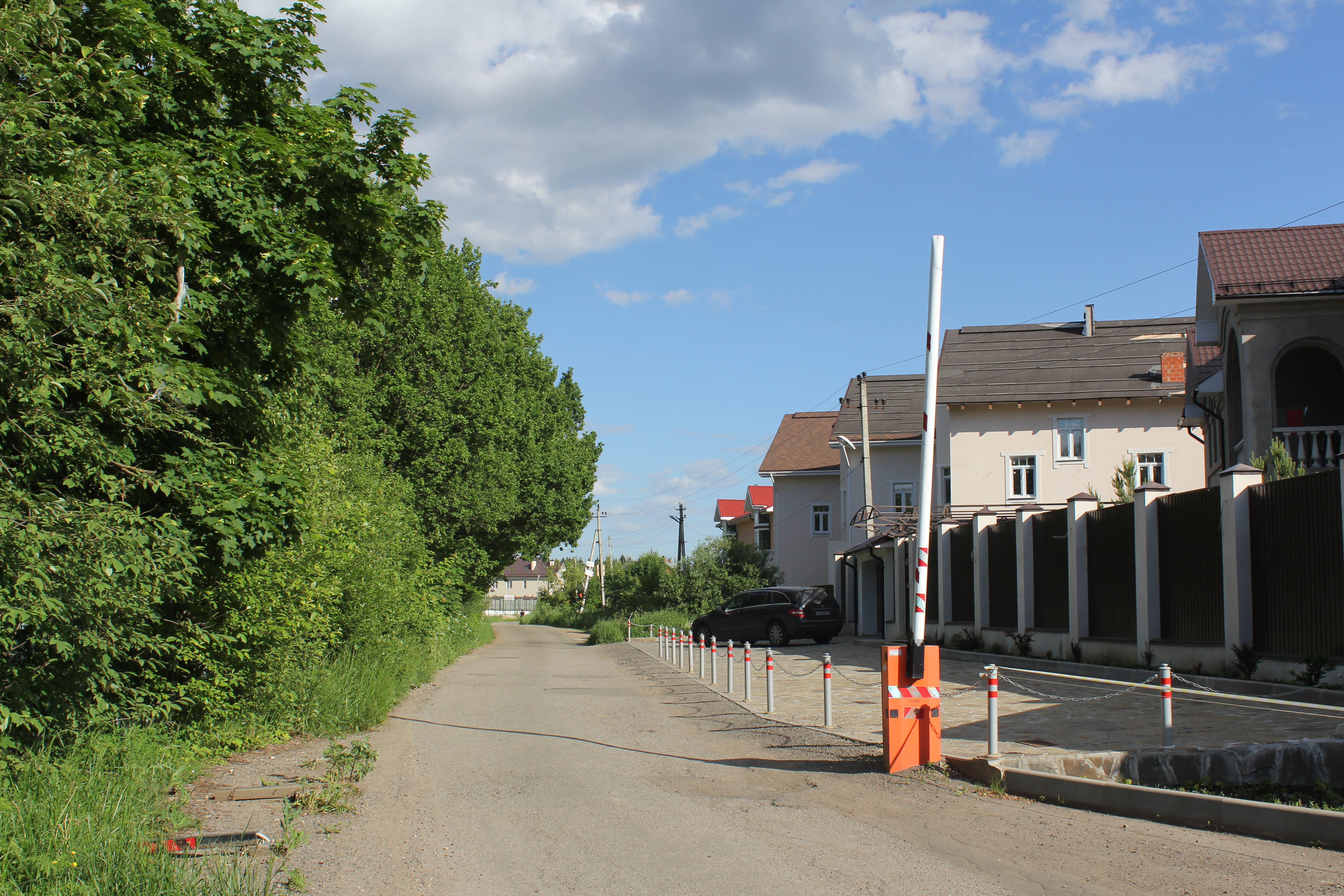
деревня Мешково
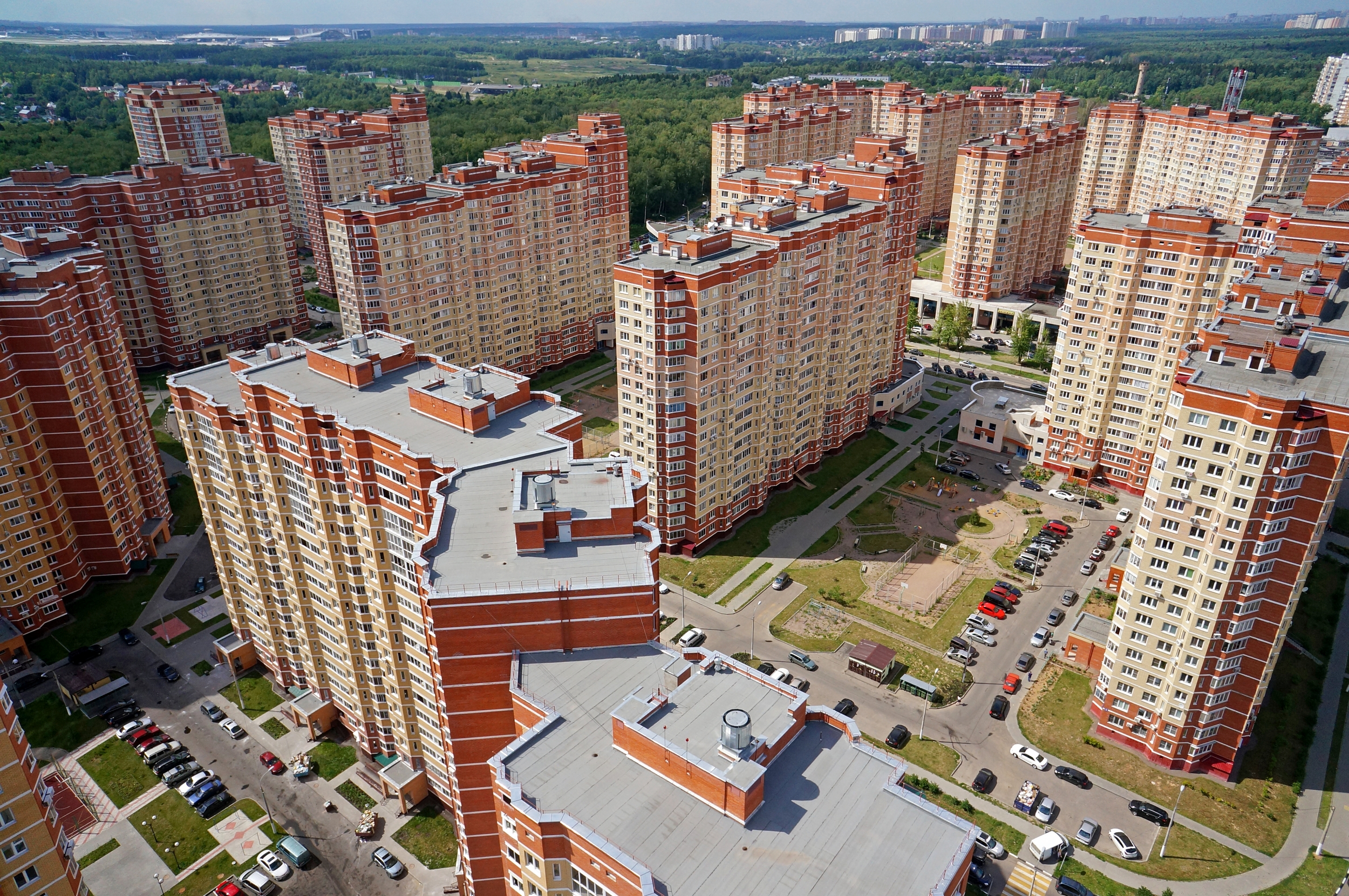
3-й микрорайон Московского
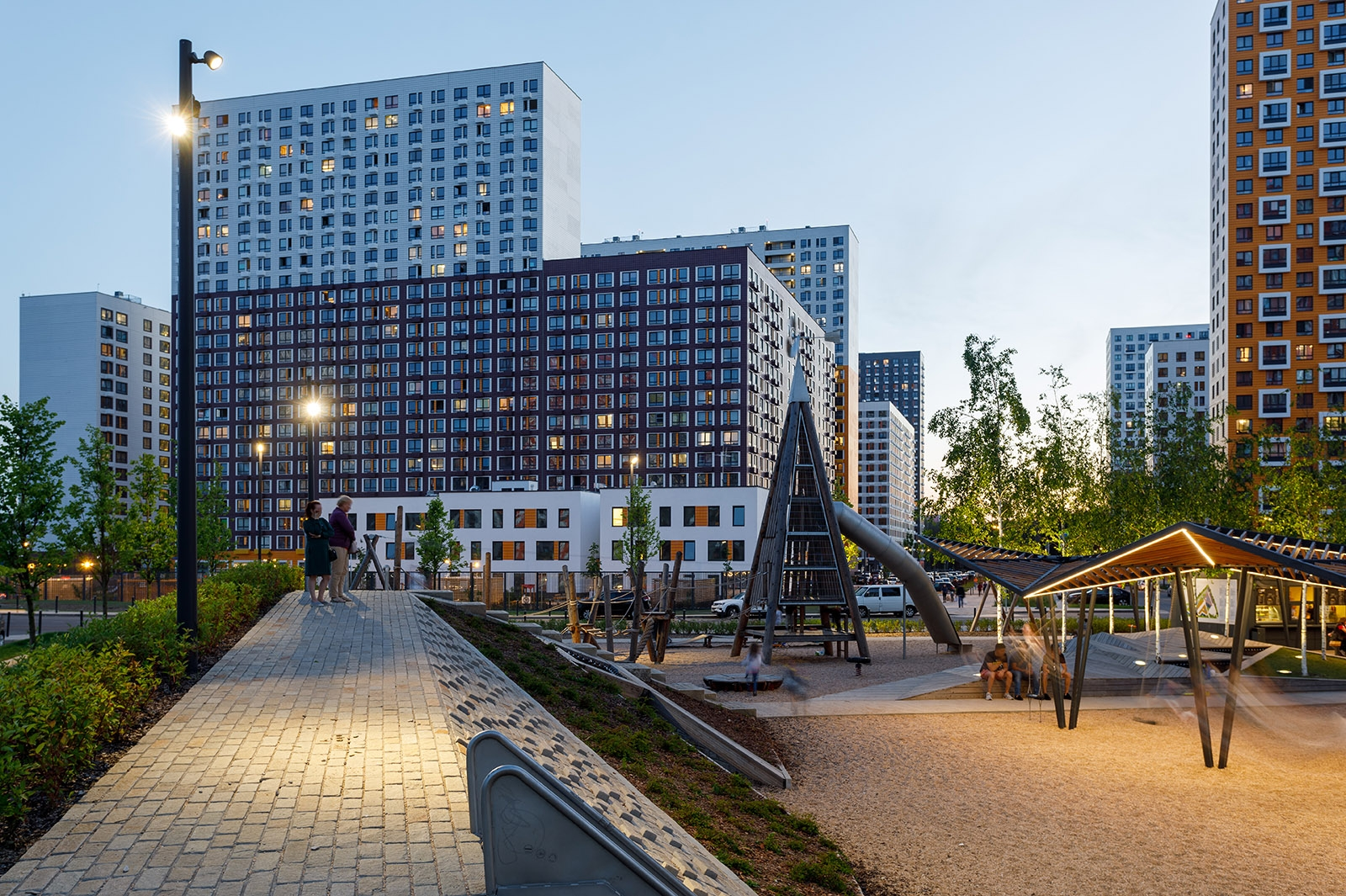
Жилой комплекс «Саларьево парк»
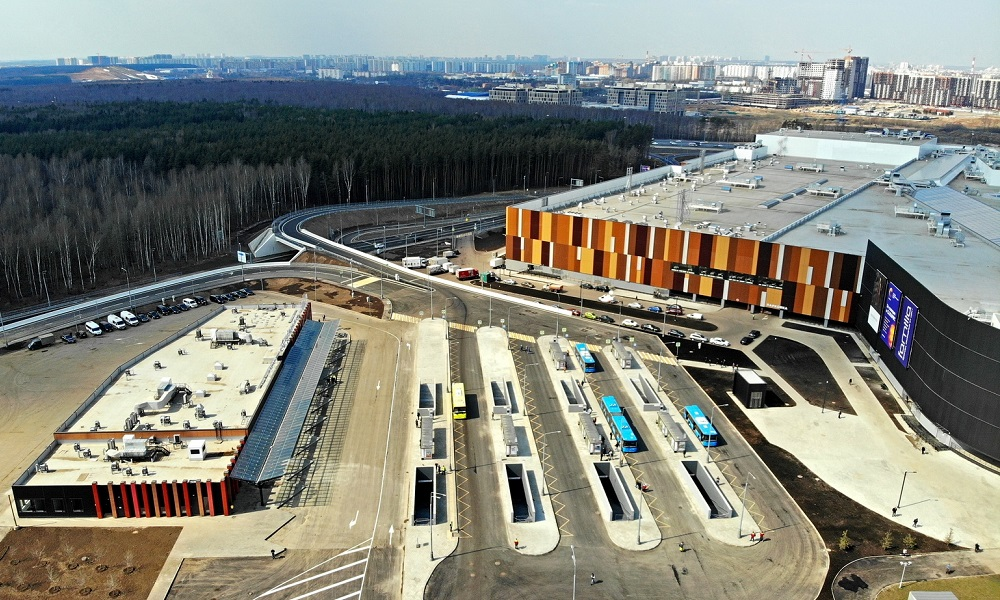
ТПУ «Саларьево»
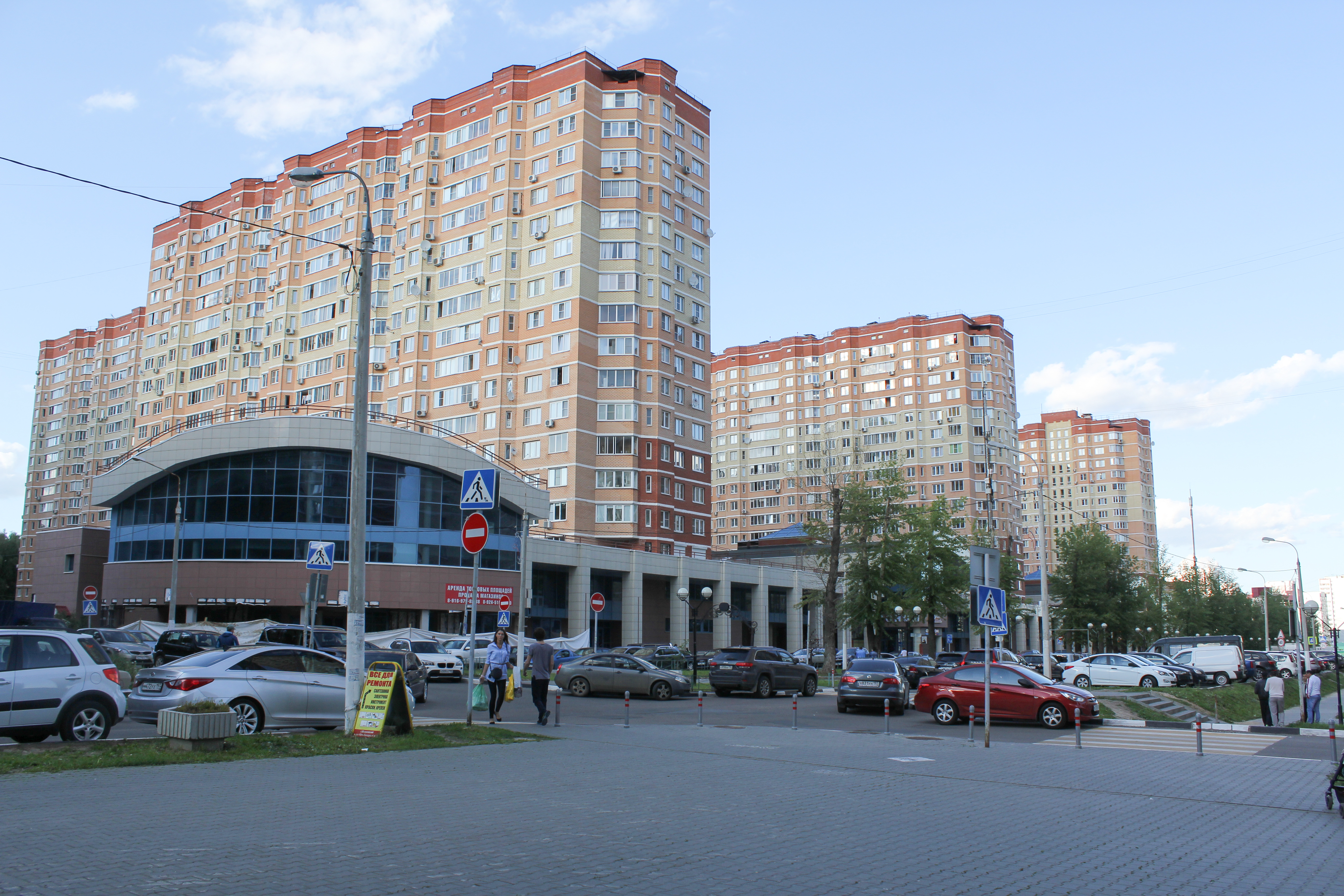
3-й микрорайон Московского
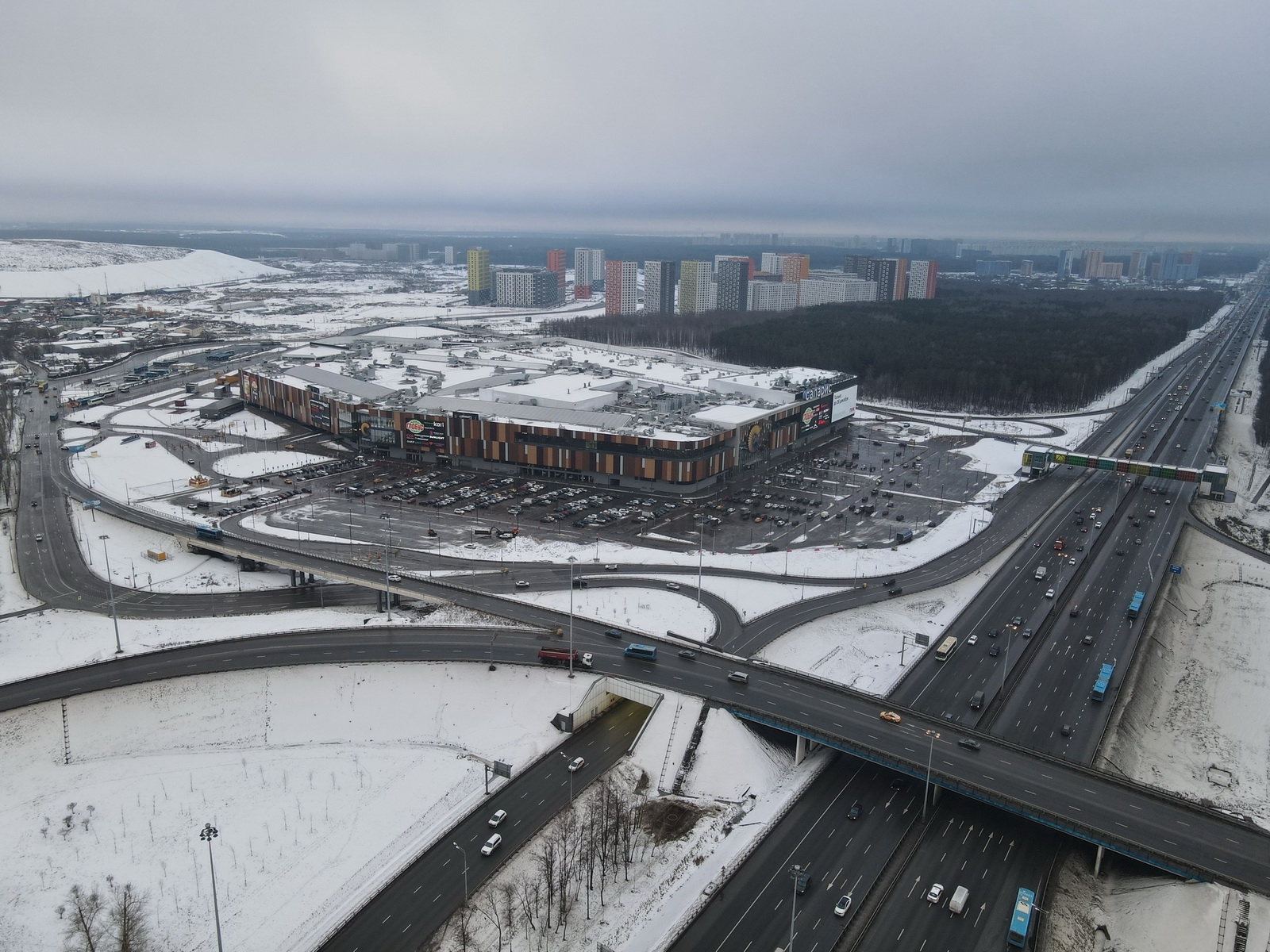
Развязка Киевского шоссе с Родниковой улицей
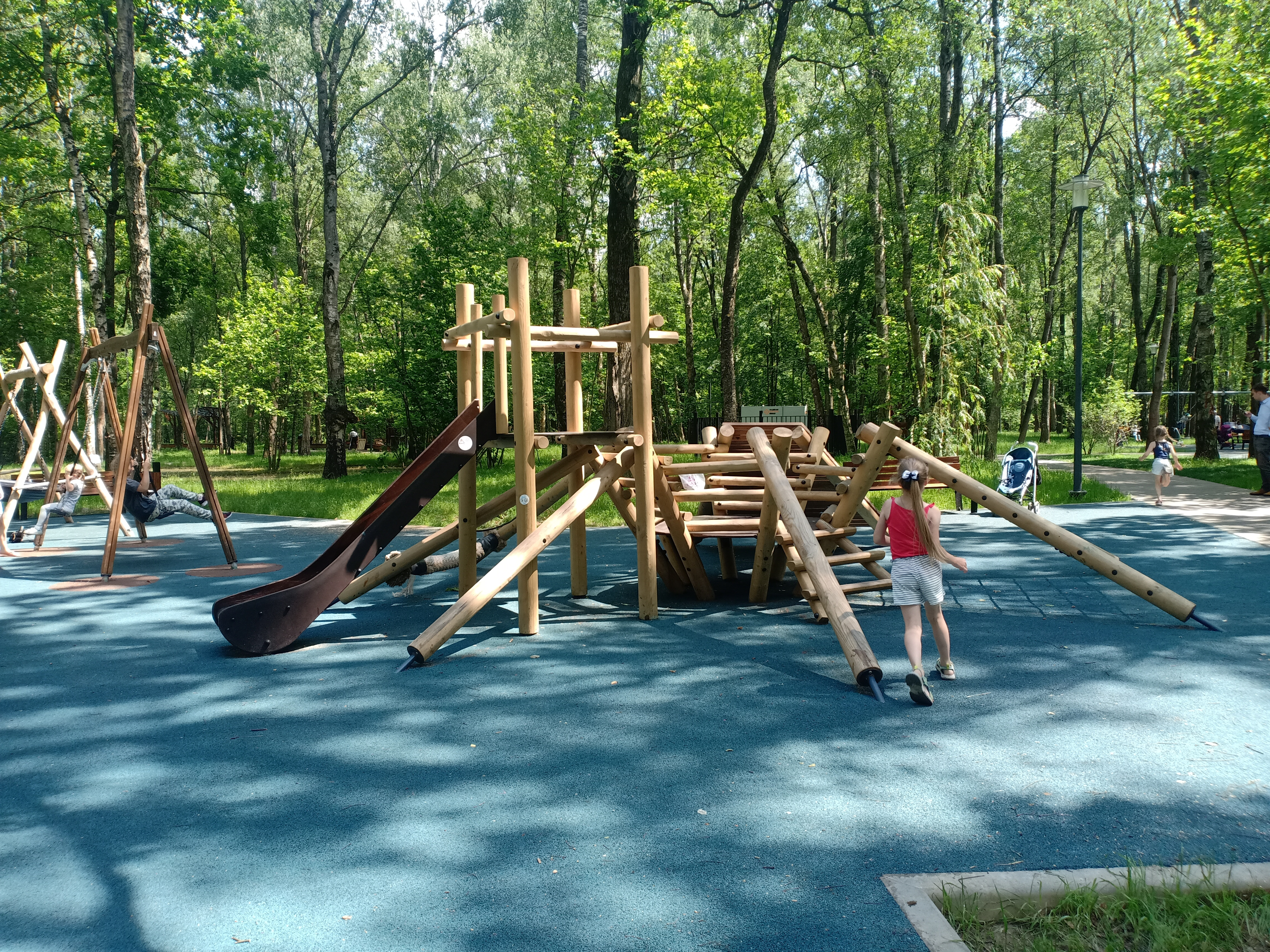
Парк Филатов Луг